# Moraba darwinensis
Moraba darwinensis is een rechtvleugelig insect uit de familie Morabidae. De wetenschappelijke naam van deze soort is voor het eerst geldig gepubliceerd in 1977 door Key.